# El Sol en la ficción

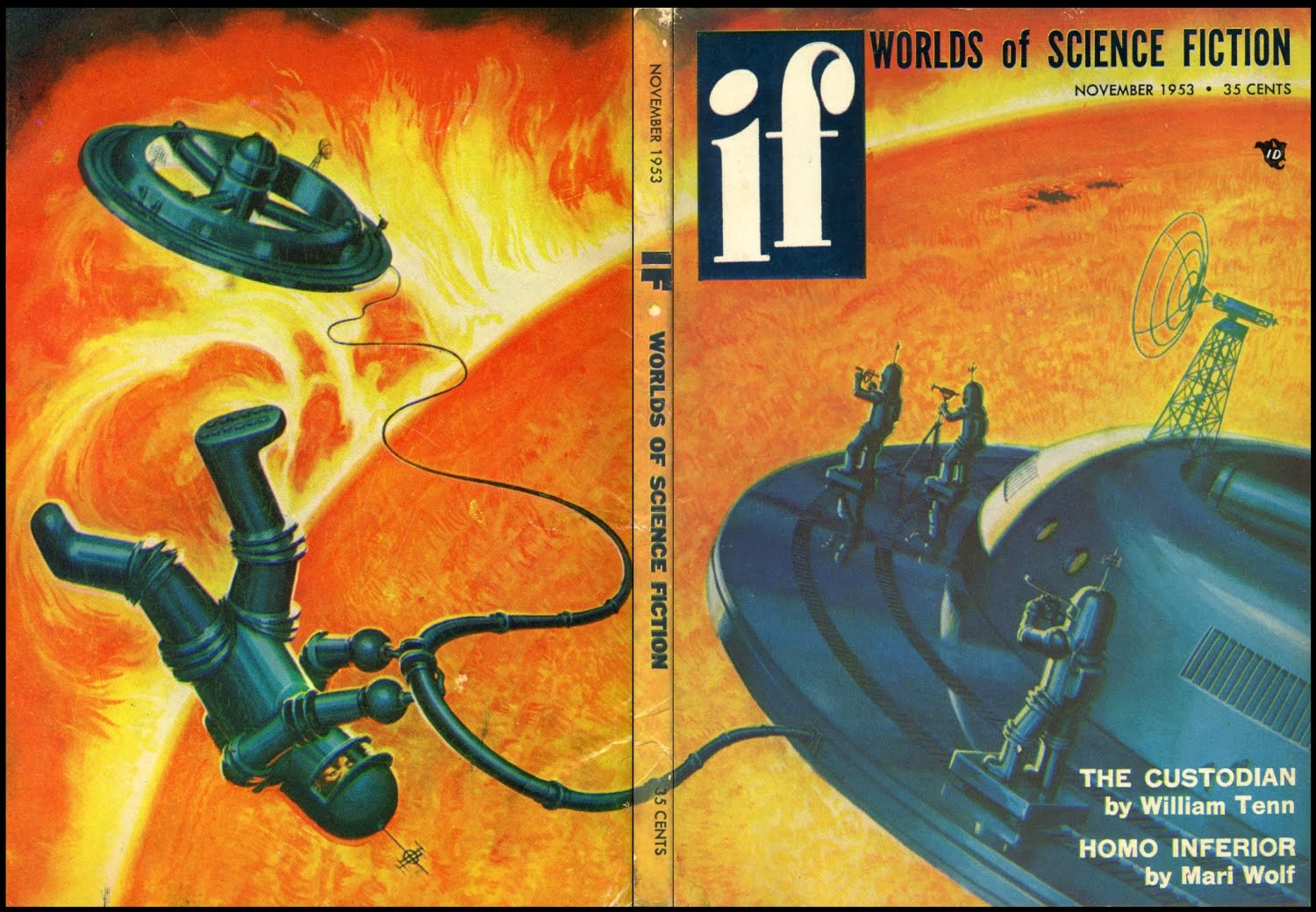
«Surveying a Dying Sun», portada de If, noviembre de 1953.

El Sol ha aparecido como un escenario en la ficción al menos desde la antigüedad clásica, aunque durante mucho tiempo recibió una atención relativamente esporádica. Muchas de las primeras representaciones lo consideraban un cuerpo esencialmente semejante a la Tierra y potencialmente habitable, una creencia común sobre los objetos astronómicos en general conocida como pluralidad de los mundos, y describían diversos tipos de habitantes solares. A medida que se aprendió más sobre el Sol a través de los avances en la astronomía, particularmente su temperatura, los habitantes solares dejaron de ser populares, salvo por ocasionales formas de vida alienígena más exóticas. En cambio, muchas historias se centraron en la eventual muerte del Sol y el caos que causaría en la vida terrestre. Antes de que se entendiera que el Sol funciona mediante fusión nuclear, la suposición predominante entre los escritores era que la combustión era la fuente de su calor y su luz, y se esperaba que se quedara sin combustible relativamente pronto. Incluso después de que se determinó la verdadera fuente de energía del Sol en la década de 1920, el oscurecimiento o extinción del Sol siguió siendo un tema recurrente en historias de desastres, con intentos ocasionales de evitar las consecuencias al reencender el Sol. Otra forma común en que el Sol causa destrucción es al explotar (convertirse en nova) y también aparecen ocasionalmente otros mecanismos como las erupciones solares.
Además de ser una fuente de destrucción, el Sol ha sido utilizado en la ficción como una fuente de energía, tanto en forma de energía solar como de superpoderes. El viento solar también se utiliza para la propulsión de naves espaciales equipadas con velas solares. Los eclipses solares han aparecido en un gran número de historias, en las más antiguas a menudo utilizados como un engaño por personajes que saben que pueden predecirse matemáticamente contra aquellos que no lo saben, fingiendo causarlos, quizás inspirados en la historia de Cristóbal Colón haciendo lo mismo con un eclipse lunar en 1504. Cuando el público se cansó de este cliché en las décadas de 1930 o 1940, los eclipses se volvieron mucho más raros en la ficción, aunque reaparecieron hacia finales del siglo como presagios de agitación social. Las manchas solares, y su ciclo de 11 años de frecuencia de aparición, aparecen en un pequeño número de obras. El Sol representa un peligro para las naves espaciales que se acercan demasiado, una situación que ocurre por necesidad o diseño en varias historias. A veces se lo representa como un ente consciente, aunque esto es raro en comparación con otras estrellas que reciben el mismo tratamiento. En general, el Sol sigue siendo relativamente poco común como punto de interés en la ciencia ficción, particularmente en comparación con las representaciones de Marte y Venus; según el bibliógrafo de ciencia ficción Richard Bleiler, «quizás porque generalmente se da por sentado, el potencial ficticio del Sol apenas ha sido explotado».

## Primeras representaciones: habitado
Aunque la Luna fue visitada temprana y frecuentemente en la ciencia ficción, el potencial ficticio del Sol se exploró relativamente tarde.
Richard Bleiler, The Greenwood Encyclopedia of Science Fiction and Fantasy, en «The Sun»

El Sol recibió poca atención específica en la ciencia ficción temprana; antes de finales del siglo XIX, cuando Marte se convirtió en el objeto astronómico más popular en la ficción, el Sol ocupaba un distante segundo lugar después de la Luna.  Sin embargo, una gran proporción de las obras que se enfocaron en el Sol lo retrataban como habitado. En la obra de Luciano de Samosata, Historia verdadera del siglo II d. C. (descrita por el estudioso de ciencia ficción Gary Westfahl como la primera representación de viajes espaciales en la ficción) los habitantes del Sol están en guerra con los de la Luna. Historias posteriores con un Sol habitado incluyen la obra de Atanasio Kircher de 1656, Itinerarium exstaticum y la novela póstuma de Cyrano de Bergerac publicada en 1662, Historia cómica de los estados e imperios del Sol. En el siglo XVIII, los habitantes solares fueron representados por autores franceses como Chevalier de Béthune cuya novela Relation du Monde de Mercure de 1750, los describe gobernando sobre los habitantes de Mercurio, y Marie-Anne de Roumier-Robert, cuya novela  Voyage de Milord Céton dans les sept planètes de 1765 retrata una sociedad en el Sol caracterizada por la igualdad de sexos.
El concepto de la pluralidad de mundos (la noción de que otros cuerpos celestes deberían ser esencialmente semejantes a la Tierra y, por lo tanto, habitables) persistió en la ficción con respecto al Sol hasta bien entrado el siglo XIX. Estas obras incluyen la novela de George Fowler de 1813 A Flight to the Moon; or, The Vision of Randalthus, la novela publicada anónimamente en 1837 Journeys into the Moon, Several Planets and the Sun y la novela de Joel R. Peabody de 1838 A World of Wonders. Incluso a principios del siglo XX, cuando la temperatura de la superficie del Sol había sido determinada por mediciones espectroscópicas, la representación del Sol como habitado persistió en algunas obras de literatura juvenil como la novela de John Mastin de 1909 Through the Sun in an Airship y la novela de Donald Horner de 1910 By Aeroplane to the Sun.
En el siglo XX, cuando se hizo evidente que ningún organismo convencional podría sobrevivir a las condiciones del Sol, comenzaron a aparecer en la ficción formas de vida solares más exóticas. Algunas de estas viven dentro del Sol mismo en lugar de en su superficie, como en cuentos como «Islands of the Sun» de Jack Williamson de 1935, «Nova Solis» de Raymond Z. Gallun del mismo año y «We of the Sun» de Henry J. Kostkos de 1936. Otras residen en otros lugares del sistema solar: en el cuento de Leigh Brackett de 1942 «Child of the Sun», un alienígena inteligente del Sol vive en el planeta ficticio Vulcano dentro de la órbita de Mercurio y las criaturas que dan nombre de la novela de Olaf Stapledon de 1947 The Flames (las llamas) son seres solares con forma de lagarto que residen dentro de rocas ígneas en la Tierra. El cuento de Arthur C. Clarke de 1958 «Out of the Sun» presenta vida «formada por enredos de flujo magnético en la superficie de nuestro Sol», y el cuento de Edmond Hamilton de 1962 «Sunfire!» retrata una forma de vida de origen energético que vive en la corona del Sol.

## Desastre
El Sol ha sido una fuente de destrucción o la amenaza de la misma en muchas historias, más comúnmente ya sea por desvanecerse o explotar. En las escasas películas de ciencia ficción donde el Sol es foco, rara vez desempeña otro papel.

### Oscurecimiento y extinción

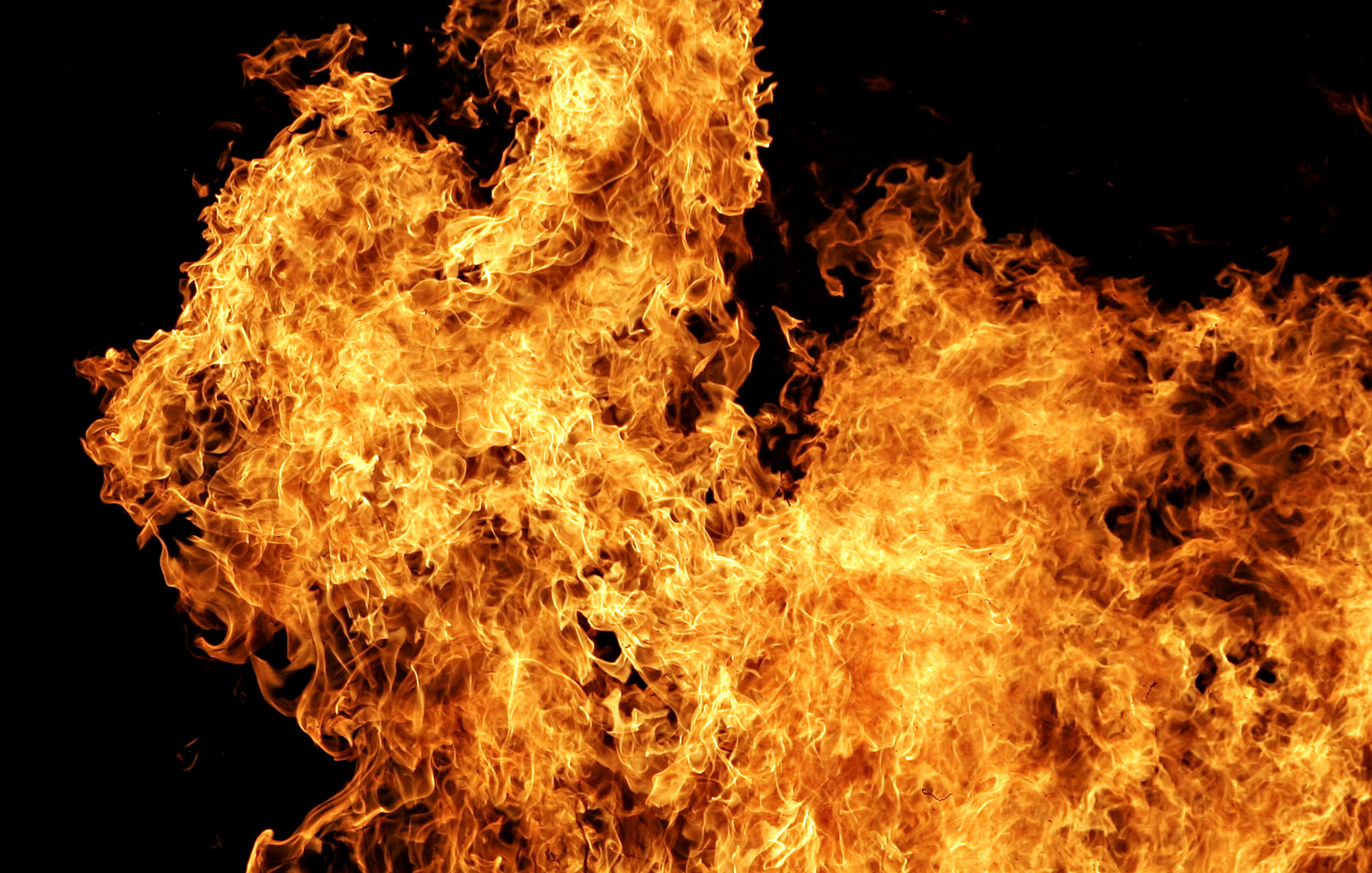
Cuando se asumía que el Sol funcionaba por combustión, se esperaba que se apagaría en un futuro relativamente cercano.

El oscurecimiento o extinción del Sol ha sido un tema recurrente. Las primeras historias de este tipo se inspiraron en la suposición de que el calor y la luz del Sol eran productos de combustión, y que el combustible que lo sostenía eventualmente se agotaría. El físico William Thomson estimó en 1862 que el Sol se desvanecería en unos pocos millones de años, un marco temporal que luego fue incorporado en historias por Camille Flammarion y H. G. Wells, entre otros. En la novela de Flammarion de 1894 Omega: The Last Days of the World, la humanidad sobrevive a un encuentro con un cometa pero sucumbe al oscurecimiento del Sol miles de años después, mientras que el viajero del tiempo en la novela de Wells de 1895 La máquina del tiempo descubre un Sol frío y enrojecido sobre una Tierra árida en el futuro lejano. De manera similar, historias sobre el fin del mundo que involucran la muerte del Sol fueron escritas a principios del siglo XX por autores como George C. Wallis, cuyo cuento de 1901 «The Last Days of Earth» muestra a los últimos sobrevivientes abandonando una Tierra congelada hacia un planeta potencialmente habitable en otro sistema planetario, y William Hope Hodgson, cuya novela de 1908 La casa en el confín de la tierra describe la visión de uno de los personajes sobre la destrucción de tanto la Tierra como el Sol.
En la década de 1920, la hipótesis de la combustión perdió apoyo. La nueva explicación fue que el Sol funcionaba mediante fusión nuclear, un entendimiento que fue liderado por el trabajo del astrofísico Arthur Eddington. Como resultado, los autores de ciencia ficción comenzaron a incorporar en sus historias períodos de vida solar mucho más largos, con la obra de J. B. S. Haldane de 1927 «The Last Judgment» y la novela de Olaf Stapledon de 1930 La última y la primera humanidad delineando la futura evolución de la humanidad a lo largo de millones de años de variación en la luminosidad solar. Sin embargo, las historias que representaban el debilitamiento del Sol continuaron apareciendo, como las obras de Clark Ashton Smith sobre el continente ficticio futuro Zothique, a partir del cuento de 1932 «The Empire of the Necromancers» y la serie la Tierra moribunda de Jack Vance que inicia con la antología de 1950 La Tierra moribunda que también dio su nombre al subgénero de ciencia ficción.
El cuento de Nat Schachner de 1934 «When the Sun Dies» describe toda la Tierra congelándose en la década de 1980 como resultado de una reducción en la actividad solar. En el cuento de Arthur C. Clarke de 1949 «History Lesson», futuros venusianos encuentran a la humanidad extinta debido a los cambios ambientales causados por el debilitamiento del Sol. Clarke también abordó el tema en el poema de 1938 «The Twilight of the Sun» y la novela de 1979 Las fuentes del paraíso. En una variación sobre el tema, el cuento de Fritz Leiber de 1951 «A Pail of Air» describe la Tierra alejada de la influencia gravitacional del Sol y convertida en un planeta errante, con un clima tan frío que el aire se ha congelado y necesita ser recolectado y descongelado para volverlo gaseoso y respirable. En el cuento de Edmond Hamilton de 1934 «Thundering Worlds» todos los planetas abandonan el Sistema Solar para encontrar una nueva estrella mientras el Sol muere, mientras que en su historia para el cómic de 1963 «Superman Under the Red Sun» muestra a Superman viajando al futuro lejano y perdiendo sus superpoderes como resultado del envejecido Sol rojo. El cuento de Eric C. Williams de 1965 «Sunout» muestra a científicos reaccionando ante la comprensión de que el Sol está a punto de apagarse y que no pueden hacer nada al respecto. En la película de 2019 La Tierra errante, la muerte del Sol impulsa a la humanidad a trasladar toda la Tierra a un nuevo sistema planetario.
Un puñado de historias describen esfuerzos para reencender el Sol que se desvanece. En el cuento de Clark Ashton Smith de 1954 «Phoenix» (escrito c. 1935) esto se logra detonando varias armas nucleares en la superficie del Sol. En la novela de cuatro volúmenes de Gene Wolfe de 1980–1983 El libro del sol nuevo y sus secuelas, se utiliza un agujero blanco para revitalizar el Sol moribundo. El concepto de usar un dispositivo explosivo para este propósito también se explora en la película de 2007 Sunshine.

### Explosión

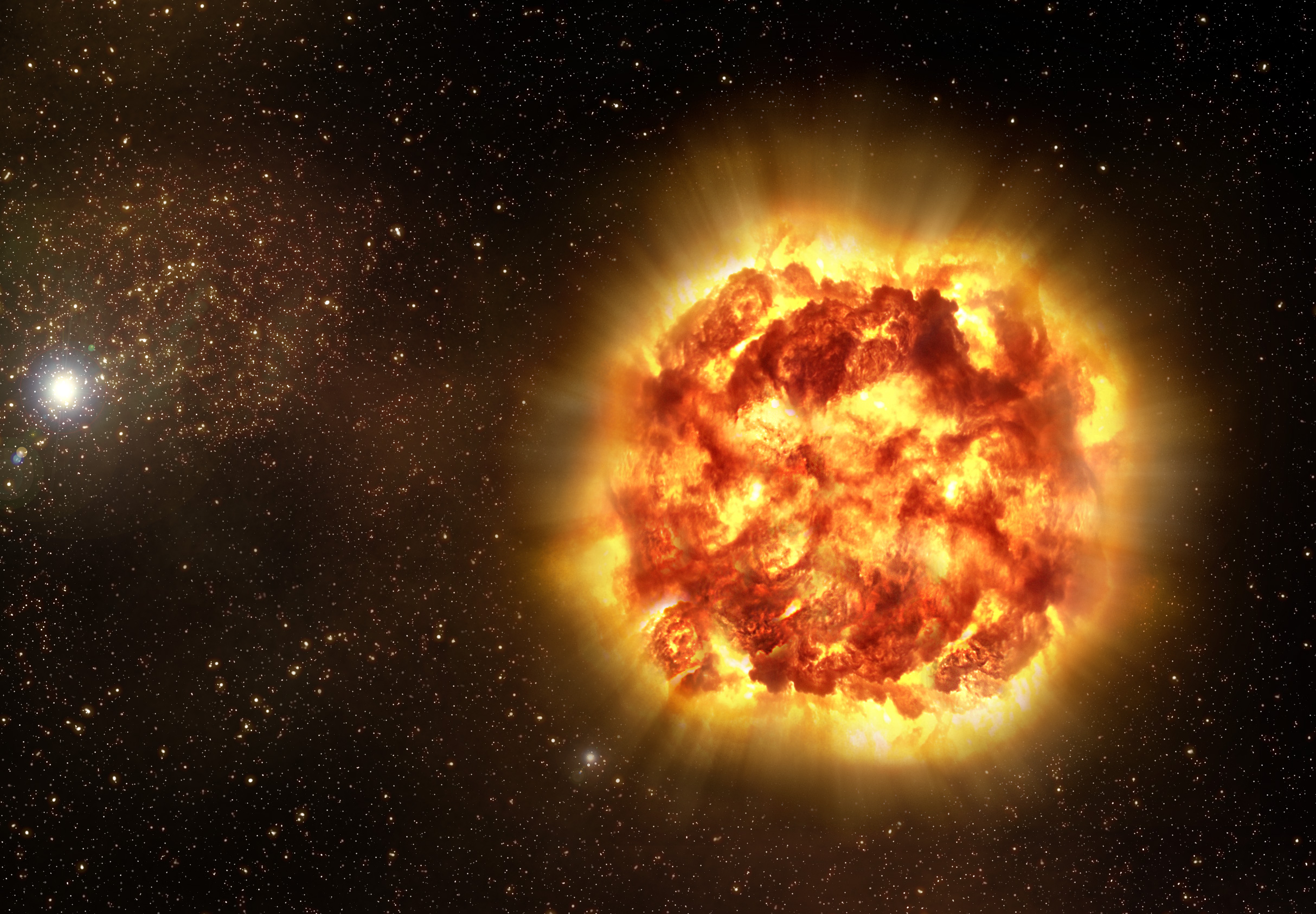
Impresión artística de una estrella que explota. Varias historias muestran al Sol experimentando tal evento.

Varias historias muestran al Sol explotando, o convirtiéndose en nova. Se reconoció temprano que el inmenso poder destructivo de tal evento dejaría poca o ninguna esperanza de supervivencia para la humanidad, por lo que mientras el cuento de Simon Newcomb de 1903 «The End of the World» muestra a unos pocos sobrevivientes en las secuelas inmediatas, el cuento de Hugh Kingsmill de 1924 también titulado «The End of the World» se centra en la anticipación de la destrucción de la Tierra. Según el estudioso de ciencia ficción Brian Stableford, escribiendo en la obra de 2006 Science Fact and Science Fiction: An Encyclopedia, no fue hasta que el concepto de viaje espacial se volvió generalizado en la ciencia ficción (haciendo concebible la evacuación de la Tierra) que tales historias se volvieron populares.
En el cuento de John W. Campbell de 1930 «The Voice of the Void» la humanidad abandona la Tierra antes de este desastre, mientras que en el cuento de Joseph W. Skidmore de 1931 «Dramatis Personae» el Sol explota sin previo aviso, dejando a unas pocas personas ya en naves espaciales como los únicos sobrevivientes. En el cuento de Arthur C. Clarke de 1946 «Rescue Party», alienígenas llegan a la Tierra para salvar a la humanidad de la violenta desaparición del Sol solo para descubrir que la evacuación ya ha sido realizada, mientras que en su cuento de 1954 «No Morning After», la advertencia de los alienígenas no es atendida. La novela de J. T. McIntosh de 1954 One in Three Hundred trata sobre la asignación de la limitada capacidad a bordo de las naves espaciales de evacuación.
La explosión del Sol aparece ocasionalmente como un evento de fondo para explicar por qué la humanidad ha abandonado la Tierra en favor de colonizar el cosmos, un ejemplo es el cuento de Theodore Sturgeon de 1956 «The Skills of Xanadu». En la novela de Norman Spinrad de 1966 Los solarianos, el Sol es hecho explotar intencionalmente en un acto de guerra interestelar, mientras que en el cuento de Larry Niven de 1971 «The Fourth Profession» alienígenas planean inducir tal evento para usarlo como fuente de energía para viajes espaciales. En la novela de Edward Wellen de 1971 Hijack, la mafia es engañada para que abandone la Tierra al haciéndoles creer que el Sol se convertirá en una nova. El cuento de Connie Willis de 1979 «Daisy, in the Sun» es una parábola de madurez que relaciona a una joven teniendo su primera menstruación con el inminente fin del mundo. Ahora se reconoce que el Sol no puede explotar de esta manera ya que no se cumplen las condiciones estelares necesarias.

### Otros
La vida en la Tierra se ve amenazada por el calor del Sol cuando se interrumpe la órbita terrestre en el cuento de John Hawkins de 1938 «Ark of Fire», en la película de 1961 El día en que la Tierra se incendió y en el episodio de 1961 «The Midnight Sun» del programa de televisión The Twilight Zone. De manera más fantástica, el cuento de Clare Winger Harris de 1928 «The Menace of Mars» muestra un aumento en el calor del Sol que amenaza a la Tierra como resultado de un cambio cosmológico general en las propiedades del universo, lo que lleva a Marte a ajustar la órbita de la Tierra para que sirva como un escudo contra la radiación del Sol.

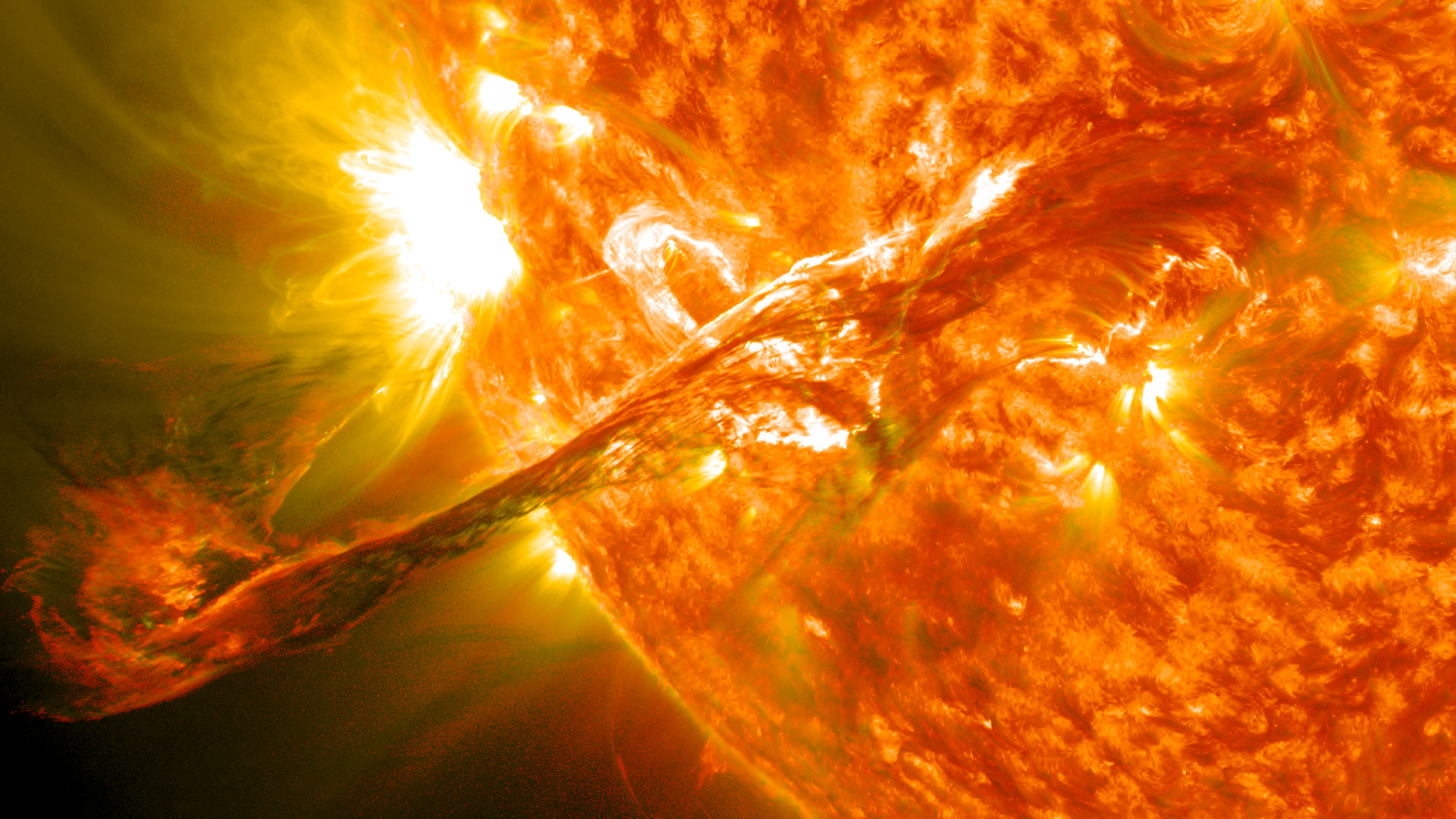
Una erupción de filamento, un tipo de tormenta solar.

Las tormentas solares, como las erupciones solares, aparecen en algunas historias. En el cuento de Larry Niven de 1971 «Luna inconstante», el repentino brillo de la Luna en el cielo nocturno lleva a los personajes a concluir que el Sol ha sufrido un evento de nova que destruirá toda la vida en la Tierra, aunque luego se dan cuenta de que una gran erupción solar también produciría ese efecto y que no toda esperanza está perdida. La película de 1990 Crisis solar muestra una misión para bombardear el Sol para y evitar la destrucción que podría causar una inmensa erupción solar anunciada, mientras que la novela de 2005 Sunstorm de Arthur C. Clarke y Stephen Baxter retrata a la humanidad construyendo un gran escudo en el punto L1 Sol-Tierra como protección contra la amenaza planteada por un evento similar. En la novela de David Koepp de 2022 Aurora, una eyección de masa coronal amenaza con acabar con la civilización humana; el libro aparece junto con «Luna inconstante» de Niven en una lista de obras de ciencia ficción con representaciones relativamente científicamente plausibles del Sol compilada por el astrónomo Andrew Fraknoi.
Cambios más duraderos en la producción solar aparecen en el cuento de Arthur G. Stangland de 1932 «50th Century Revolt», donde un aumento en la actividad solar obliga a la humanidad a ralentizar la rotación de la Tierra a una rotación sincrónica (donde el mismo lado de la Tierra enfrenta al Sol en todo momento, protegiendo así la otra mitad del planeta del calor abrasador) durante dos milenios hasta que el Sol se atenúa nuevamente y la novela de George O. Smith de 1953 Troubled Star, donde alienígenas buscan convertir al Sol en una estrella variable.

## Propiedades y fenómenos

### Mecánica orbital

Diagrama esquemático de la órbita compartida de la Tierra y la ficticia Contra-Tierra (Gor). Los dos planetas están siempre ocultos de la vista del otro por el Sol. En realidad, este arreglo orbital no sería estable.

El Sol oculta a la Contra-Tierra (un planeta diametralmente opuesto a la Tierra en su órbita) en algunas historias incluyendo la novela de Edgar Wallace de 1929 Planetoid 127 y la serie Gor de John Norman comenzando con la novela de 1966 El guerrero de Gor. Esta Contra-Tierra está habitada por contrapartes de las personas de la Tierra en la película de 1969 Doppelgänger (también conocido como Journey to the Far Side of the Sun) y por una sociedad de mujeres en la tira cómica de los años 1950 Twin Earths. La antología de 1972 The Day the Sun Stood Still contiene tres cuentos cortos diferentes (de Poul Anderson, Robert Silverberg, y Gordon R. Dickson) donde el Sol se detiene en el cielo como en el bíblico Libro de Josué.

### Fuente de energía
La energía del Sol fue aprovechada en la ficción desde la novela de Hugo Gernsback de 1911 Ralph 124C 41+ y en varias historias posteriores, como el cuento de Robert A. Heinlein de 1940 «Let There Be Light» describiendo paneles solares económicamente viables y el cuento de Isaac Asimov de 1941 «Razón» (posteriormente incluido en la novela fix-up de 1950 Yo, robot) mostrando energía solar producida en el espacio pero consumida en la Tierra. Otras obras han mostrado matrices solares en órbitas cercanas al Sol mismo; el cuento de Murray Leinster de 1931 «The Power Planet» presenta una variante que usa principios termoeléctricos en lugar de fotovoltaicos. El Sol también es la fuente de los superpoderes del superhéroe de cómics Superman, así como los de los supervillanos Sun Girl de DC Comics y Solarr de Marvel Comics.

### Viento solar
Tras el descubrimiento de una corriente de partículas cargadas provenientes del Sol en 1951 por el astrónomo alemán Ludwig Biermann del viento solar, surgieron historias sobre naves espaciales equipadas con velas solares. Estos dispositivos capturan la pequeña presión ejercida por el viento solar en dirección opuesta al Sol, así como la presión de radiación de la luz solar misma, y la utilizan para la propulsión. La idea fue popular en la ciencia ficción de los años 60, apareciendo, entre otros, en el cuento de 1962 de Jack Vance «Gateway to Strangeness» y en el cuento de 1963 de Cordwainer Smith «Think Blue, Count Two». El cuento de 1964 de Arthur C. Clarke «Sunjammer» (también conocido como «The Wind from the Sun») describe una carrera hacia la Luna entre naves propulsadas por velas solares. Robert A. Heinlein había escrito anteriormente sobre una protovariante del concepto utilizando propulsión sin inercia. La antología de 1990 Project Solar Sail, editada por Clarke y David Brin, recopila varios cuentos y ensayos sobre velas solares.

### Eclipses

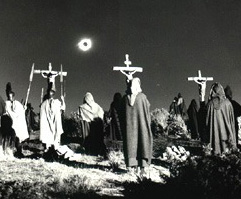
La película de 1961 Barrabás retrató la oscuridad de la crucifixión filmando durante la totalidad del eclipse solar del 15 de febrero de 1961.

Los eclipses solares son detonantes en muchas historias. La obra de ficción más antigua en la que aparece un eclipse es el Poema de Gilgamesh, escrita en la antigua Sumeria hacia el 2100 a. C. Usar el conocimiento de la astronomía subyacente para predecir eclipses matemáticamente es un tropo común —según Stableford, se convirtió en «un método clave mediante el cual los exploradores europeos podían impresionar a poblaciones nativas supersticiosas en historias de aventuras». Varias fuentes atribuyen la popularidad de este tropo a la historia posiblemente apócrifa de Cristóbal Colón usando el conocimiento previo del eclipse lunar de marzo de 1504 para calmar la situación creciente tensión en las con el pueblo arahuaco en Jamaica, fingiendo haber provocado el eclipse.
La novela de H. Rider Haggard de 1885 Las minas del rey Salomón originalmente presentaba un eclipse solar de esta manera, aunque ediciones posteriores fue sustituido por un eclipse lunar para abordar la cuestión de que el evento tuviera una duración de varias horas, mientras que los eclipses solares duran un máximo de unos minutos. En una variación del tema, la novela de Mark Twain de 1889 Un yanqui en la corte del rey Arturo muestra a un viajero del tiempo usando un almanaque de esta manera para impresionar a la gente en la Gran Bretaña medieval y convertirse en una persona de influencia. El motivo de la predicción de eclipses se repitió en la ficción hasta la década de 1930 o 1940, cuando dejó de estar de moda. Los eclipses continuaron apareciendo, aunque con mucha menor frecuencia. En el cuento de William Lemkin de 1930 «The Eclipse Special», los científicos construyen una aeronave que les permite moverse con el camino de la totalidad del eclipse y permanecer en la umbra del Sol durante más tiempo para extender el tiempo disponible para estudiarlo.
La película de 1961 Barrabás retrata la oscuridad durante la crucifixión de Jesús como un eclipse solar y la escena fue filmada durante el eclipse solar del 15 de febrero de 1961. Según la académica de ciencia ficción Lisa Yaszek, en las décadas cercanas al cambio de milenio surgió una tendencia según la cual los grupos marginados «experimentan un cambio de suerte cuando la Luna ocupa el centro del escenario y eclipsa al Sol».

### Manchas solares
El ciclo de 11 años de actividad de las manchas solares aparece en un pequeño número de obras como el cuento de Clifford D. Simak de 1940 «Sunspot Purge» y el cuento de Philip Latham de 1959 «Disturbing Sun». En el cuento de Robert A. Heinlein de 1952 «The Year of the Jackpot», este ciclo es uno de muchos que anuncian el fin del mundo cuando estos se alinean. La novela de Hyman Kaner de 1946 The Sun Queen está ambientada en una mancha solar, donde dos humanos de la Tierra encuentran dos facciones en guerra. En películas de terror de ciencia ficción, las manchas solares son ocasionalmente invocadas como la causa de diversos tipos de fenómenos anormales como zombis e histeria colectiva.

## Encuentros cercanos
El Sol aparece como un peligro para las naves espaciales que se acercan demasiado en algunas historias. En el cuento de John W. Campbell de 1935 «Blindness», un científico estudia el Sol de cerca para resolver los misterios de la energía nuclear a un gran costo personal, solo para descubrir que el método para llegar allí valía más que los descubrimientos realizados. El cuento de Willy Ley de 1937 «At the Perihelion» involucra un acercamiento al Sol como parte de una huida de Marte. La novela de Charles L. Harness de 1949 The Paradox Men es una aventura espacial que culmina con una pelea de espadas en la cima de una estación espacial en la superficie del Sol. En el cuento de Ray Bradbury de 1953 Las doradas manzanas del sol, una misión de retorno de muestras solares tripulada requiere que una nave espacial se enfríe a casi el cero absoluto para soportar el calor extremo durante la fase crítica. Una flota de naves cercanas al Sol que modulan la salida solar para fines de manipular el clima aparece en el cuento de Theodore L. Thomas de 1962 «The Weather Man». La novela de David Brin de 1980 Navegante solar gira en torno a un viaje de ciencia ficción dura hacia el Sol.

## Consciencia

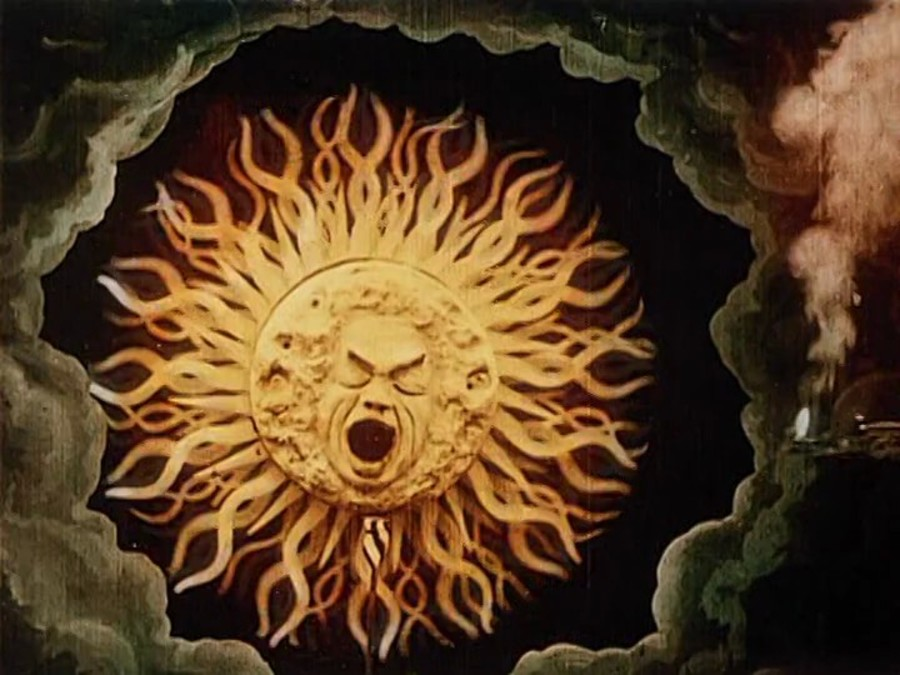
El Sol en la película de 1904 Viaje a través de lo imposible, una temprana película de ciencia ficción de Georges Méliès.

Algunas obras representan al Sol como un ente consciente. Según The Encyclopedia of Science Fiction, esto se aplica más comúnmente a otras estrellas. En la novela de Olaf Stapledon de 1937 Hacedor de estrellas, todas las estrellas son conscientes, y en la novela de Diana Wynne Jones de 1975 Dogsbody, tanto el Sol como Sirio tienen consciencia. En la novela de Gregory Benford y Gordon Eklund de 1977 If the Stars are Gods, extraterrestres llegan al Sistema Solar para comunicarse con el Sol. Según Enciclopedia de la fantasía, el Sol suele ser masculino en mitologías de la ficción donde se le personifica, aunque existen algunas excepciones como el Legendarium de J. R. R. Tolkien, en cuya cosmología es femenino. El Sol es igualmente femenino en el cuento de Alasdair Gray de 1983 «The Problem» y está preocupado por sus manchas.

## Lecturas complementarias

#### General
- Bleiler, Richard (2005). «Sun».  En Westfahl, Gary, ed. The Greenwood Encyclopedia of Science Fiction and Fantasy: Themes, Works, and Wonders (en inglés). Greenwood Publishing Group. pp. 764-766. ISBN 978-0-313-32952-4.
- Fraknoi, Andrew (enero de 2024). «Science Fiction Stories with Good Astronomy & Physics: A Topical Index» (en inglés). Sociedad Astronómica del Pacífico. Consultado el 23 de marzo de 2024.
- Moody, William P. (verano de 1994). «Sun Daze in S.F.: Maintaining a Safe Distance». The Zone (en inglés) (1): 24-25. ISSN 1351-5217.
- Stableford, Brian (2006). «Sun, The». Science Fact and Science Fiction: An Encyclopedia (en inglés). Taylor & Francis. p. 506-507. ISBN 978-0-415-97460-8.
- Stableford, Brian; Langford, David (2021). «Sun».  En Clute, John; Langford, David; Sleight, Graham, eds. The Encyclopedia of Science Fiction (en inglés) (4ª edición). Consultado el 2 de marzo de 2023.
- Stanway, Elizabeth (29 de enero de 2023). «The Weather from the Sun». Warwick University (en inglés). Archivado desde el original el 2 de junio de 2023. Consultado el 25 de marzo de 2024.
- Westfahl, Gary (2021). «The Sun». Science Fiction Literature through History: An Encyclopedia (en inglés). ABC-CLIO. pp. 619-620. ISBN 978-1-4408-6617-3.

#### Explosión del sol
- Stableford, Brian (2006). «Nova». Science Fact and Science Fiction: An Encyclopedia (en inglés). Taylor & Francis. pp. 334-335. ISBN 978-0-415-97460-8.

#### Eclipses solares
- White, Abbey (18 de agosto de 2017). «Solar eclipses have been a science fiction theme for thousands of years». Vox (en inglés). Archivado desde el original el 7 de octubre de 2017. Consultado el 20 de marzo de 2023.

#### Energía solar
- Stanway, Elizabeth (12 de enero de 2025). «The Power of the Sun». Warwick University (en inglés). Archivado desde el original el 12 de enero de 2025. Consultado el 12 de enero de 2025.

#### Viento solar
- Nicholls, Peter; Langford, David (2016). «Solar Wind».  En Clute, John; Langford, David; Sleight, Graham, eds. The Encyclopedia of Science Fiction (en inglés) (4ª edición). Consultado el 2 de marzo de 2023.

- Datos: Q117254337